# Alejandro Vignati
Alejandro Vignati (San Andrés de Giles, d'octubre de 1934 - Caracas, 3 d'agost de 1983) va ser un periodista i investigador argentí especialitzat en temes d'ufologia, ocultisme i fenòmens paranormals.

## Ressenya biogràfica
Alejandro Vignati Fariseo va néixer el 2 d'octubre de 1934 a San Andrés de Giles, una localitat situada en el nord de la província de Buenos Aires, i a aproximadament 64 km de la Ciutat Autònoma de Buenos Aires. Segon fill de Nicolás Vignati i Ana María Fariseo, en acabar els seus estudis primaris va ingressar al Col·legi Nacional i posteriorment va iniciar el Doctorat en Ciències Químiques a Buenos Aires, que va acabar abandonant.
Va practicar diversos oficis. Va ser cambrer, camioner i periodista. Va escriure, a més, tres llibres de poesia: Volcada luna (1959), El cielo no arde (1961) i Papel y sombra (1965). Va marxar al Brasil, on va romandre sis anys, iniciant-se el seu interès pel cinema. Viatger incansable i curiós, va estar després quatre anys al Perú i vuit viatjant per la resta d'Amèrica Llatina. En aquest temps va dirigir curtmetratges i va escriure el guió d'una pel·lícula, «Taita Cristo» (1965).
En 1970 va conèixer Barcelona, on va viure a partir de l'any següent. Allí va escriure alguns dels seus llibres més coneguts, gairebé tots ells pertanyents al denominat Realisme fantàstic, corrent iniciada per Louis Pauwels i Jacques Bergier amb Le Matin des Magiciens, encara que també va abordar altres temes a Motociclismo, Judo Kadokan i Henry Miller o la alegría del retorno. Va obtenir, a més, el Segon Premi del Concurs Internacional de Poesia Apollinaire (1973).
Entre les seves obres destaquen títols com Arde bruja, mago arde, El enigma de los templarios, el ocaso de los dinosaurios i Hitler: el ocultismo en el III Reich. La seva obra més famosa tanmateix, va ser, El Triángulo mortal de las Bermudas, publicat el 1975 i convertit en un èxit de vendes.
Va col·laborar en la revista Mundo desconocido, del seu amic Andreas Faber-Kaiser, publicant articles sobre temes diversos com el monstre del Llac Ness, els enigmes de les Illes Canàries, Dràcula o la parapsicologia.
En 1978, en plena dictadura militar, va retornar al seu país, i després se'n va anar a Veneçuela on, el 3 d'agost de 1983, als 48 anys, mentre treballava en una de les seves recerques, va morir de manera sobtada a Caracas.
D'estil concís i directe en la seva escriptura, va sentir una gran admiració per Jack Kerouac i els escriptors de la generació beat, la figura de Albert Camus i els clàssics de la literatura espanyola.

## Obres destacades
- Arde bruja, mago arde (1973)
- Los grandes enigmas del cielo y de la tierra (con Andreas Faber-Kaiser) (1973)
- ¿Qué sabe usted del amor táctil? (1975)
- El Triángulo mortal de las Bermudas (1975)
- Procesos célebres (1975)
- El ocaso de los dinosaurios (1976)
- El enigma de los templarios (1976)
- El hombre y el espacio (1976)
- Tercer tipo: contacto extraterrestre (1978)
- Hitler, el ocultismo en el III Reich (1979)